# Елізабет Шмідт
Елізабет Шмідт (англ. Elizabeth Schmidt; нар. 23 серпня 1977) — колишня американська тенісистка.
Найвищу одиночну позицію світового рейтингу — 380 місце досягла 4 лютого, 2002, парну — 137 місце — 27 січня, 2003 року.
Здобула 1 парний титул.

## Фінали ITF
| Легенда         |
| --------------- |
| турніри $50,000 |
| турніри $25,000 |
| турніри $10,000 |

### Парний розряд: 7 (1–6)
| Результат | Ранг | Дата             | Турнір                            | Покриття | Партнерка         | Суперниці                          | Рахунок          |
| --------- | ---- | ---------------- | --------------------------------- | -------- | ----------------- | ---------------------------------- | ---------------- |
| Поразка   | 1.   | 18 липня 1999    | Евансвілл (Індіана), США          | Тверде   | Аманда Огастус    | Аманда Джонсон Ендрія Нейтан       | 4–6, 6–3, 3–6    |
| Поразка   | 2.   | 2 липня 2000     | Спрингфілд (Міссурі), США         | Тверде   | Абігейл Спірс     | Лорен Барніков Ерін Бурдетт        | 6–3, 3–6, 6–7(2) |
| Поразка   | 3.   | 24 вересня 2000  | Грінвілл (Південна Кароліна), США | Ґрунт    | Крісті Блумберґ   | Євгенія Субботіна Ніколь Кріз      | 2–6, 2–6         |
| Перемога  | 1.   | 18 березня 2001  | Монтеррей, Мексика                | Ґрунт    | Анаушка ван Ексел | Б'янка Кампер Ізабелла Міттерленер | 0–6, 6–2, 6–4    |
| Поразка   | 4.   | 29 липня 2001    | Ванкувер, Канада                  | Тверде   | Анніка Купер      | Аояма Каорі Саекі Міхо             | 7–5, 3–6, 6–7    |
| Поразка   | 5.   | 26 січня 2003    | Фуллертон (Каліфорнія), США       | Тверде   | Анаушка ван Ексел | Бетані Маттек-Сендс Шенай Перрі    | 3–6, 2–6         |
| Поразка   | 6.   | 2 листопада 2003 | Далбі, Австралія                  | Тверде   | Анаушка ван Ексел | Кейсі Деллаква Еві Домінікович     | 7–6(6), 2–6, 1–6 |